# Alvordia congesta
Alvordia congesta là một loài thực vật có hoa trong họ Cúc. Loài này được (Rose ex Hoffman) B.L.Turner mô tả khoa học đầu tiên năm 1988.